# Soledad Vilches González
Soledad Vilches González (València, 1952) és una arquitecta valenciana.
Va estudiar Arquitectura en València, titulant-se en 1979. Va treballar en una empresa d'urbanisme especialitzada en planejament urbà, treballant entre uns altres, als Plànols Generals d'Ordenació Urbana de Borriana, Villareal, Catral i Ibi.
En 1982, juntament amb Amparo Ferrán, es trasllada a Lanzarote, on elaboren diversos edificis en el municipi de Tías. En 1983, es trasllada a viure a Ibi, on ocupa el càrrec d'arquitecta municipal de Saix i obre un despatx professional a Onil, on elabora diversos edificis en diferents municipis de la província d'Alacant.